# Ludwig Manzel

Ludwig Manzel

Karl Ludwig Manzel (* 3. Juni 1858 in Kagendorf, Kreis Anklam; † 20. November 1936 in Berlin) war ein deutscher Bildhauer, Medailleur, Maler und Grafiker.

## Leben
Ludwig Manzel stammte aus einfachen Verhältnissen. Sein in Neustrelitz geborener Vater Georg war Schneider und Landarbeiter. Seine Mutter Wilhelmine geb. Jakobs war die Tochter eines Büdners aus Gnevezin und arbeitete später als Hebamme. Die Familie zog zunächst nach Boldekow und 1867 nach Anklam, wo er das Gymnasium besuchte. Der bei Lehrern und Mitschülern als hochbegabt geltende Ludwig Manzel wollte Kunst studieren, konnte von seinen Eltern jedoch nicht unterstützt werden, zumal der Vater 1872 starb.
1875 ging Ludwig Manzel völlig mittellos an die Berliner Kunstakademie. Als Zeichenlehrer an der Fortbildungsschule für Handwerker und mit Aufträgen für die Zeitschriften Ulk und Lustige Blätter versuchte er nebenher seinen Lebensunterhalt zu finanzieren. Er war Schüler von Albert Wolff und Fritz Schaper. Mit der Skulpturengruppe „Am Wege“ erzielte er einen ersten Erfolg und erlangte den Großen Akademischen Staatspreis sowie das Reisestipendium der von-Rohr-Stiftung. Mit diesem einjährigen Reisestipendium ging er nach Paris, wo er schließlich drei Jahre blieb und in einem großen Studioatelier arbeitete.
Seit 1889 selbständig in Berlin tätig, stellte er vor allem Plastiken und Modelle für das Kunstgewerbe her. Zusammen mit Moritz von Reymond gab er unter dem Titel „Berliner Pflaster“ eine Reihe von „illustrierten Schilderungen aus dem Berliner Leben“ heraus, die er zu großen Teilen mit eigenen Zeichnungen bebilderte. In diesen Jahren entwickelte sich ein Kontakt zum Kaiserpaar, es entstand eine Reihe von Büsten und Reliefs.
In der Mitte der 1890er Jahre gelang Manzel der Durchbruch. Ab 1894 wurde er mit der Herstellung von Figuren für den Berliner Dom und das Reichstagsgebäude beauftragt. Dazu kamen Kaiserdenkmale in verschiedenen preußischen Provinzstädten. Seit 1895 war er Mitglied der Preußischen Akademie der Künste und erhielt 1896 den Titel Professor. Ebenfalls 1896 erhielt er auf der Großen Berliner Kunstausstellung eine große Goldmedaille. Ab 1898 lehrte er zunächst an der Unterrichtsanstalt des Kunstgewerbemuseums Berlin. 1903 wurde er Nachfolger von Reinhold Begas als Vorsteher eines Meisterateliers an der Berliner Kunstakademie, das er bis 1925 leitete. Zu seinen Schülern gehörte unter anderen Josef Thorak. Von 1912 bis 1915 sowie von 1918 bis 1920 war Ludwig Manzel Präsident der Preußischen Akademie der Künste.

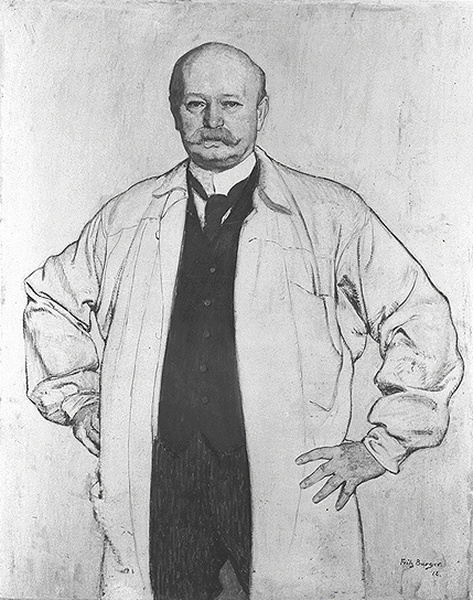
Manzel, Porträt von Fritz Burger (1912)

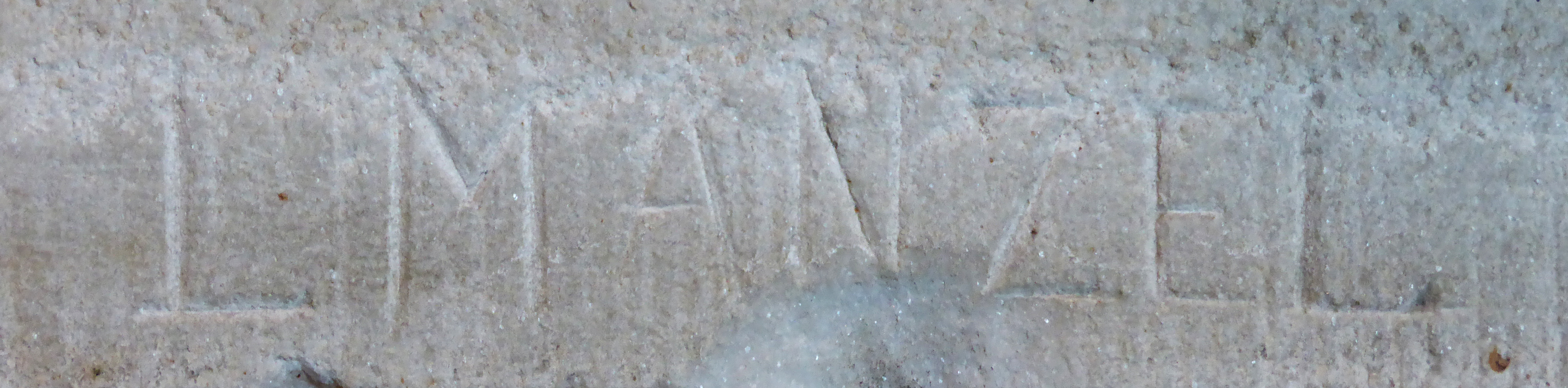
Manzels Signatur

Nachdem sich Manzel als Künstler etabliert hatte, wohnte er zunächst in Wilmersdorf an der Kaiserallee und unterhielt später ein Atelier an der Friedenauer Wilhelmstraße (später Görresstraße), wo etliche damals bekannte Künstler arbeiteten. 1908 ließ er sich von den renommierten Berliner Architekten Heinrich Kayser und Carl von Großheim in Charlottenburg an der Sophienstraße ein Wohnhaus im englischen Cottage-Stil errichten.
Ludwig Manzel war mit Kaiser Wilhelm II. befreundet, was zahlreiche Aufträge überhaupt ermöglichte. Auch mit dem wie Manzel aus Vorderpommern stammenden Warenhaus-Unternehmer Georg Wertheim stand er in freundschaftlicher Beziehung. Nachdem Manzel das Kaiserwappen der Sommerresidenz in Cadinen aus gebranntem Ton gefertigt hatte, beauftragte ihn der Kaiser nach der Modernisierung der Cadiner Tonwarenfabrik mit Entwürfen für die Majolika-Produktion sowie für Kannen, Vasen und Dosen im Jugendstil. Das Warenhaus Wertheim erhielt das Alleinverkaufsrecht für die Cadiner Produkte.

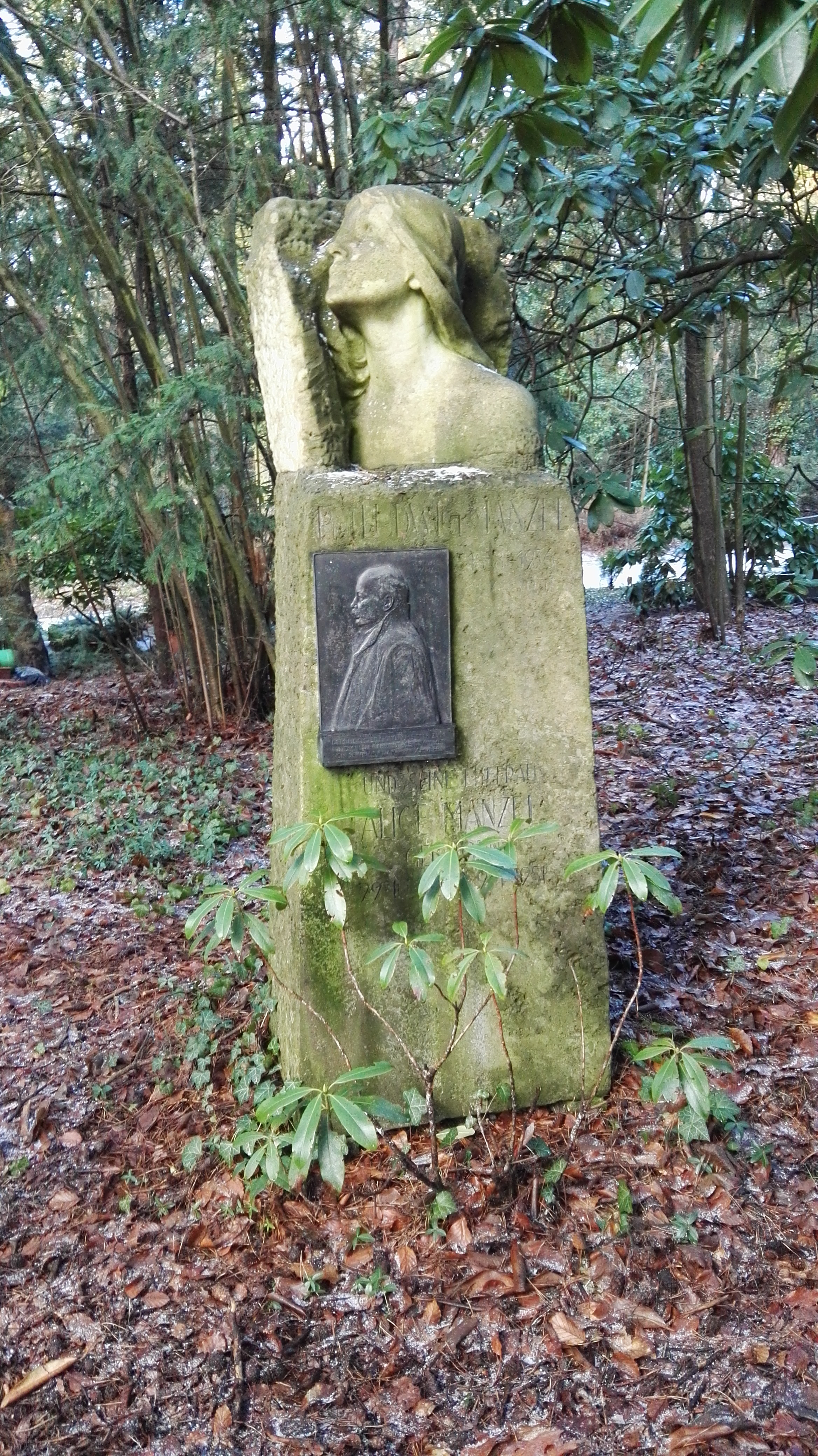
Grabstätte

In seinen letzten Lebensjahren widmete sich Manzel der Malerei und fertigte unter anderem mehrere Altarbilder für Kirchen in Charlottenburg. Er starb 1936 und wurde auf dem Südwestkirchhof Stahnsdorf beigesetzt. Sein Grabmal wird von einem Frauenkopf aus der Anfangszeit seines künstlerischen Schaffens gekrönt. Der Grabstein trägt eine Porträtplakette aus Bronze von Willibald Fritsch, die Manzel 1908 von seinen Schülern zum fünfzigsten Geburtstag gewidmet worden war.

## Familie
Ludwig Manzel war seit 1902 mit Alice geb. Tonn († 1951) verheiratet, der Tochter eines Rittmeisters aus Nakel, die in erster Ehe mit dem Bildhauer Fritz Heinemann verheiratet war. Aus der Ehe gingen ein Sohn und zwei Töchter hervor. Edit von Coler war seine Stieftochter.
Manzel starb 1936, sein Grab befindet sich auf dem Südwestkirchhof Stahnsdorf.

## Werke (Auswahl)

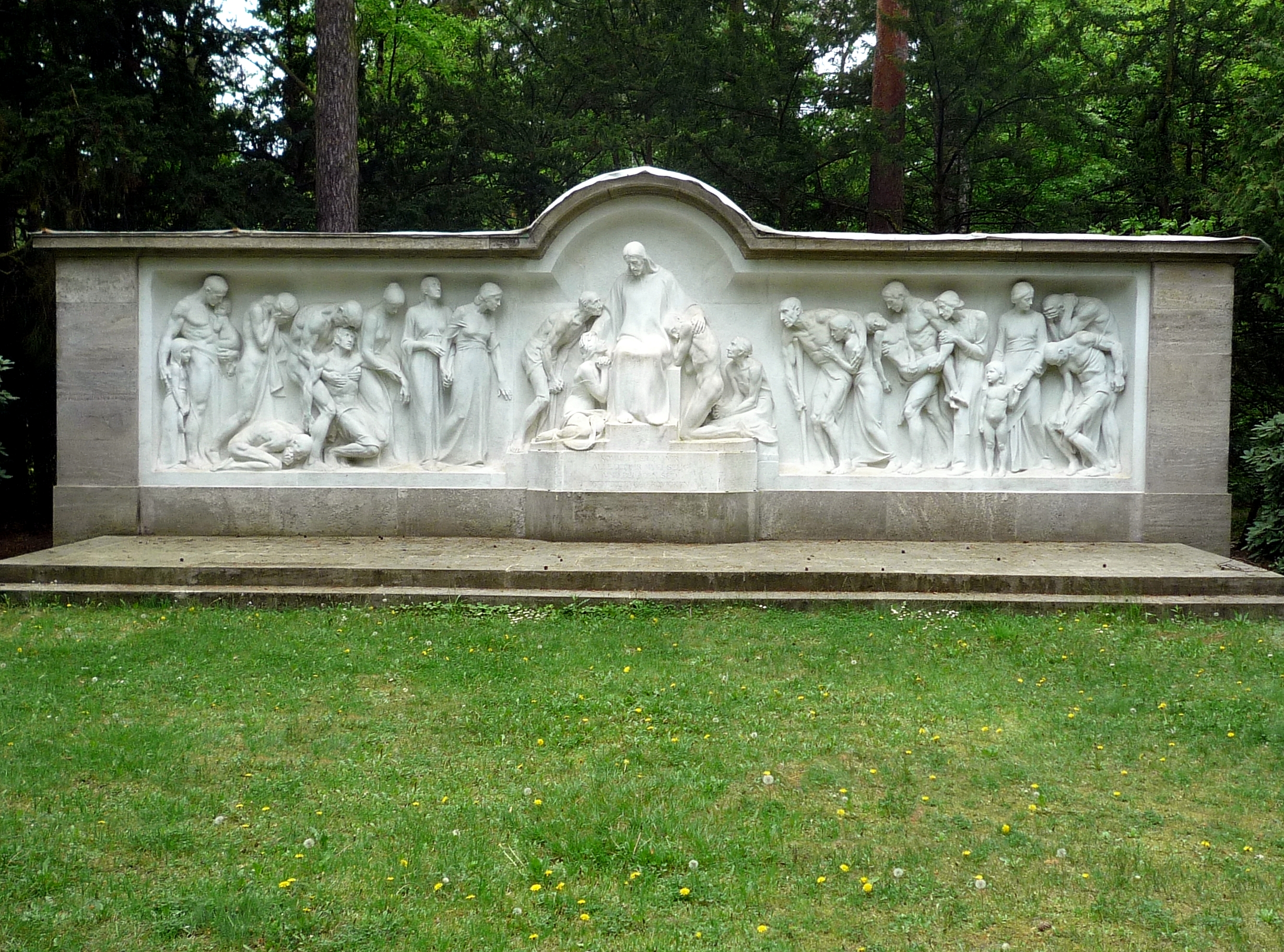
Christus-Relief auf dem Südwestkirchhof Stahnsdorf

Aus dem Jahr 1889 stammt die Gruppenplastik Der Friede durch Waffen geschützt, die in Bronze gegossen als Stiftung des preußischen Kultusministers Robert Bosse in Quedlinburg Aufstellung fand (1945 zerstört). Für den Berliner Dom schuf er 1894 Apostelfiguren und für den Reichstag eine Statue Kaiser Heinrichs III. Von ihm entworfene und modellierte Denkmale für Kaiser Wilhelm I. wurden in Anklam, Straßburg und Bernburg aufgestellt. In Stettin wurde 1898 sein Brunnen mit der Darstellung der „Sedina“ als Verkörperung der Stadt Stettin eingeweiht, später „Manzelbrunnen“ genannt. Für ihn erhielt Manzel 1896 die „Große Goldene Medaille“ der Großen Berliner Kunst-Ausstellung. Der Brunnen wurde 1942 im Rahmen der Metallspende des deutschen Volkes eingeschmolzen.
Für den Monumentalboulevard Wilhelms II., die Berliner Siegesallee, gestaltete Manzel die Denkmalgruppe 15 mit einem Standbild des Brandenburger Markgrafen und Kurfürsten Friedrich I. (1371–1440) im Zentrum, flankiert von den Seitenfiguren (Büsten) von Johann Graf von Hohenlohe (links) und Landeshauptmann Wend von Ileburg. Die Rückbank zierte ein Relief, das die Kurfürstin Elisabeth zeigte. Die Enthüllung der Gruppe fand am 28. August 1900 statt.
Sein bedeutendstes Werk ist das zwölf Meter breite und zwei Meter hohe monumentale Christus-Relief „Kommet her zu mir alle, die ihr mühselig und beladen seit, ich will euch erquicken“ mit 24 Figuren, an dem er von 1909 bis 1924 gearbeitet hatte. Es war für eine evangelische Kirche in Gnesen bestimmt, deren Bau infolge der Abtretung der Stadt an Polen im Jahre 1920 nicht fertiggestellt werden konnte. Seit 1924 befindet es sich wie das 1932 geschaffene Grabmal für Friedrich Wilhelm Murnau auf dem Südwestkirchhof Stahnsdorf, wo auch Manzel 1936 seine letzte Ruhe fand. Das Standbild Die Arbeit im mittleren Lichthof des Warenhauses Wertheim am Leipziger Platz gehört zu seinen Arbeiten genauso wie die Kaiser Wilhelm-Statue im Grunewalder Kaiser-Wilhelm-Turm bei Schildhorn. ie Kaiserstatue sollte zunächst nur eine Büste werden. Sie wurde aus Anlass des Kaisergeburtstags am 22. März 1902 aufgestellt.
Weitere hervorhebenswerte Werke Manzeks sind: ein Reiterstandbild des Kaisers Friedrich III. für Stettin von 1910, eine Kolossalbüste Wilhelms II. (1906) sowie ein Bildnis von Paul von Hindenburg. Diese Bildnisse wurden in zahlreichen Kopien über ganz Deutschland verteilt.
Nach der Machtübernahme der Nationalsozialisten schuf er eine Bronzemedaille mit dem Porträt von Joseph Goebbels. Die idealistisch ausgerichtete Monumentalkunst Manzels kam den Nationalsozialisten gelegen.

Galerie
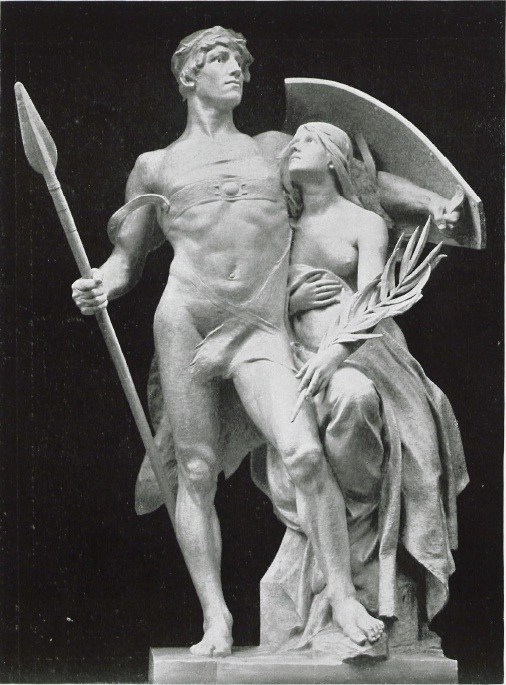
Standbild Frieden durch Waffen geschützt (1889)
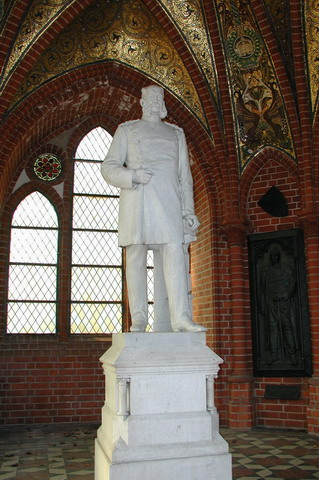
Marmor-Standbild Wilhelms I. im Grunewaldturm
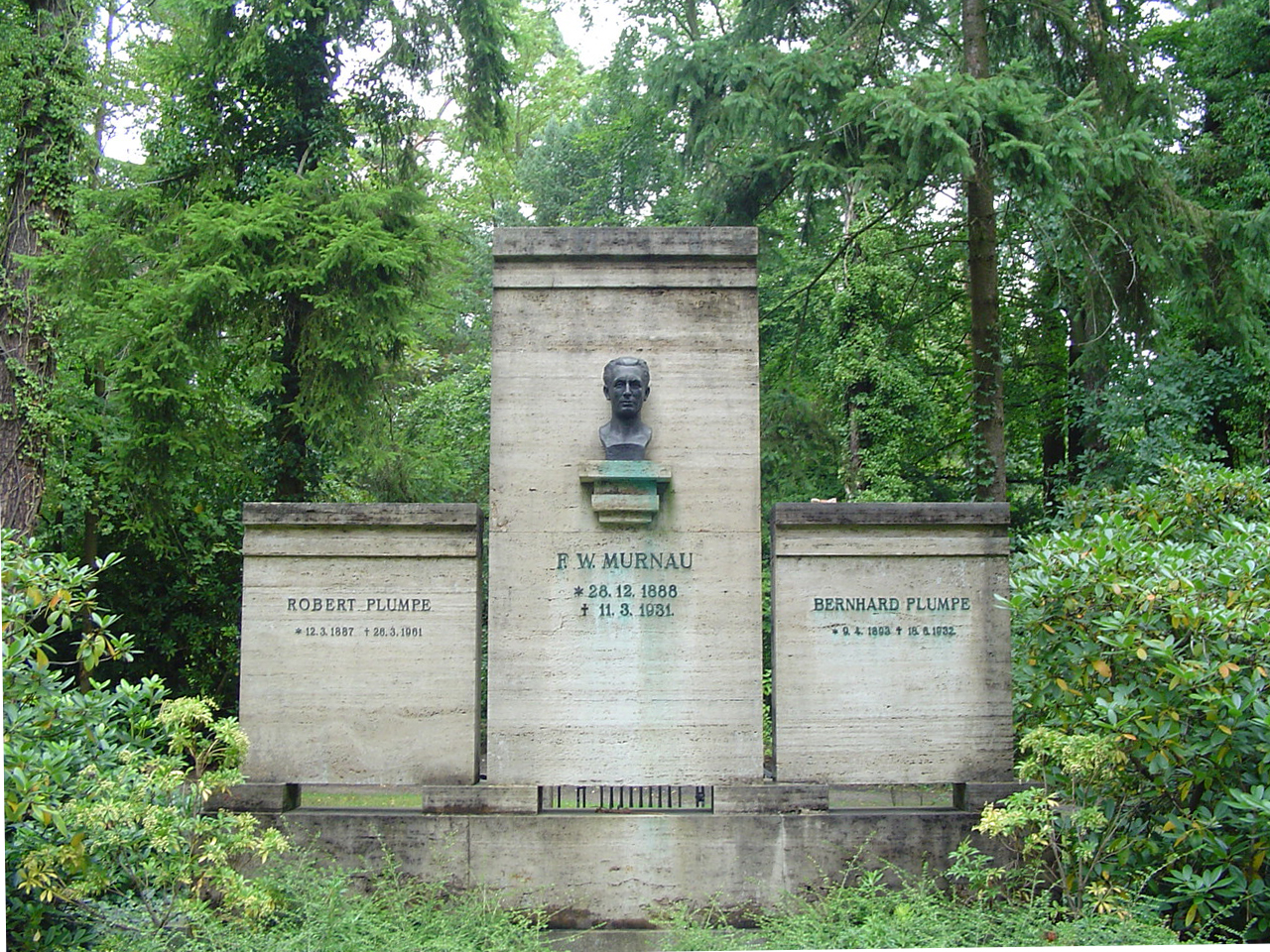
Grabmal für Friedrich Wilhelm Murnau auf dem Südwestkirchhof Stahnsdorf
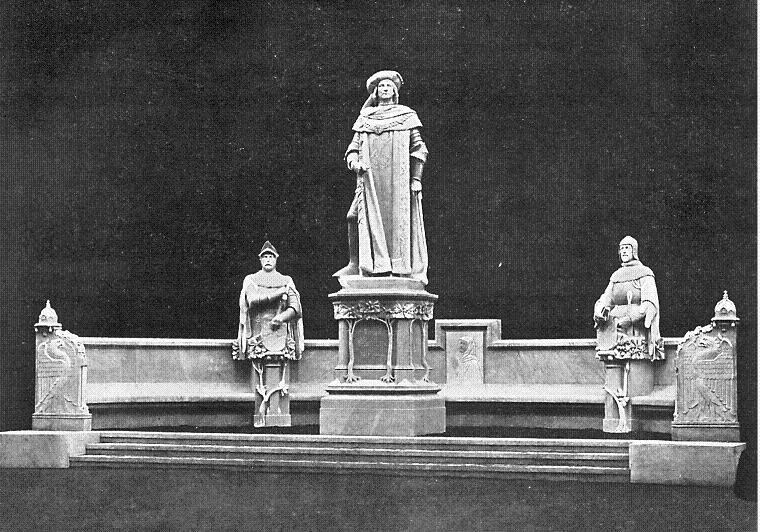
Gruppe 15 der Siegesallee mit Friedrich I.
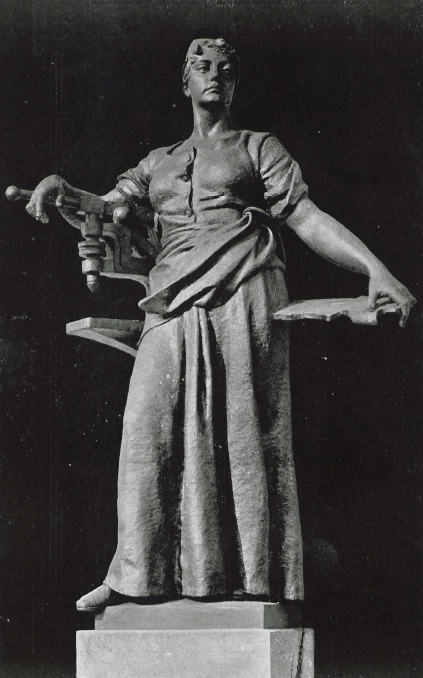
Standbild Die Arbeit (1904)
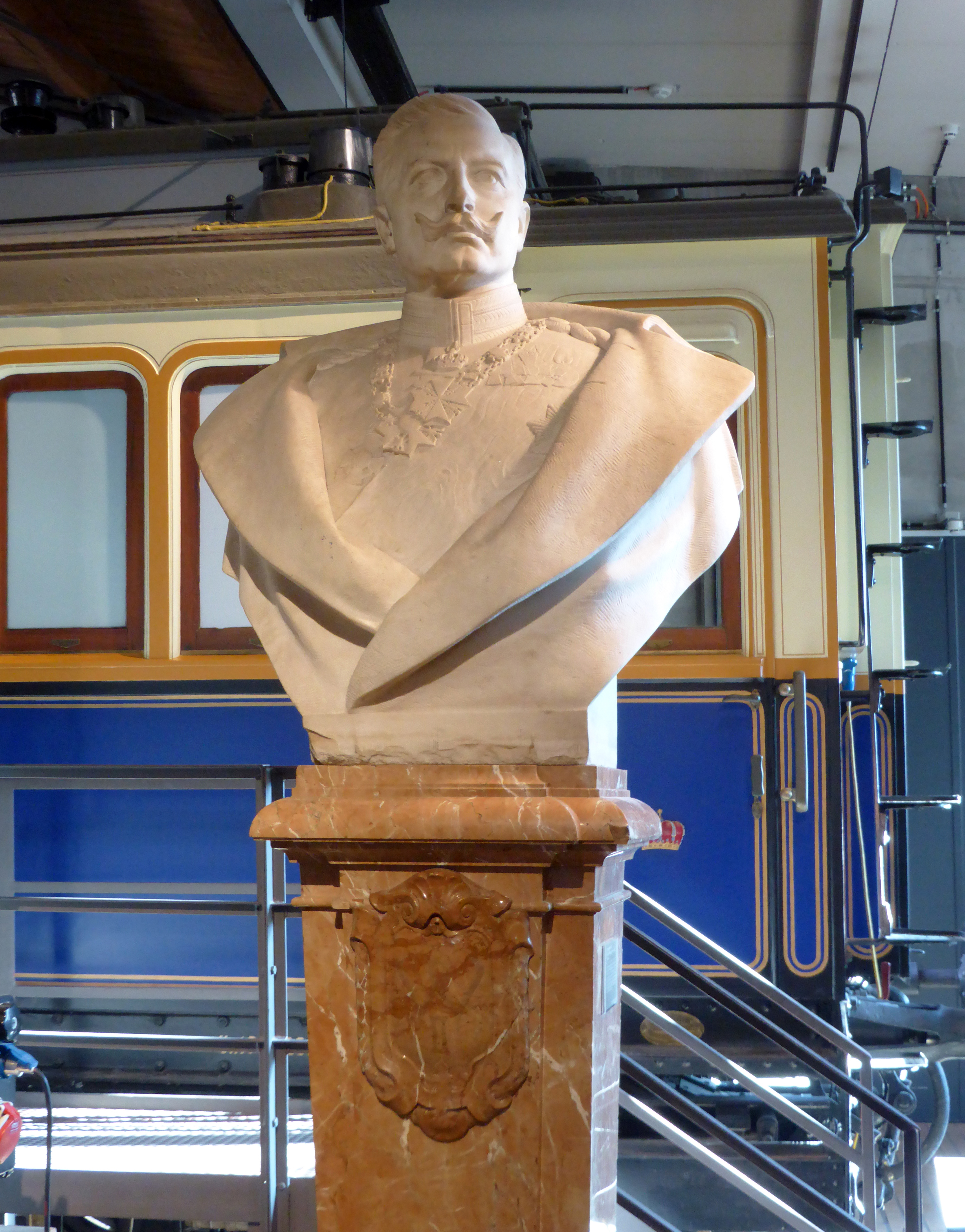
Büste Kaiser Wilhelm II., 1906